# Ga văn phòng Gangnam-gu
Ga văn phòng Gangnam-gu (Tiếng Hàn: 강남구청역, Hanja: 江南區廳驛) là một ga trên Tàu điện ngầm Seoul tuyến số 7 và Tuyến Suin–Bundang ở Hakdong-ro, Gangnam-gu, Seoul.
Nhà ga phục vụ khu vực phía nam của Apgujeong-dong gần ga Apgujeong. Văn phòng Gangnam-gu cách nhà ga một quãng ngắn về phía đông.

## Lịch sử
- 1 tháng 8 năm 2000: Việc kinh doanh bắt đầu với việc khai trương Tàu điện ngầm Seoul tuyến số 7
- 18 tháng 9 năm 2012: Thông báo bảng khoảng cách đường sắt Tuyến Bundang[2]
- 6 tháng 10 năm 2012: Tuyến Bundang đoạn Wangsimni ~ Seolleung được khánh thành và chuyển đổi thành ga trung chuyển.

## Bố trí ga

### Tuyến số 7 (B3F)
| Cheongdam ↑ |
| \| N/B      |
| ↓ Hakdong   |

| Hướng Bắc | ● Tuyến 7 | ← Hướng đi Cheongdam · Đại học Konkuk · Gunja · Jangam    |
| Hướng Nam | ● Tuyến 7 | → Hướng đi Nonhyeon · Xe buýt tốc hành · Isu · Seongnam → |

### Tuyến Suin-Bundang (B5F)
| ↑ Apgujeongrodeo |
| \| １            |
| Seonjeongneung ↓ |

| １ | ●Tuyến Suin–Bundang | → Hướng đi Seolleung · Seohyeon · Suwon · Incheon →                |
| ２ | ●Tuyến Suin–Bundang | ← Hướng đi Apgujeongrodeo · Rừng Seoul · Wangsimni · Cheongnyangni |

## Xung quanh nhà ga
| Lối ra \| 나가는 곳 \| Exit \| 出口 | Lối ra \| 나가는 곳 \| Exit \| 出口 |
| ----------------------------------- | --- |
| 1                                   | Samseong 2-dong Văn phòng Gangnam-gu Trường trung học cơ sở Eonju Văn phòng Giáo dục Seoul Gangnam Seocho Văn phòng Giáo dục Thủ đô Seoul Thư viện Gangnam Trung tâm tình nguyện Gangnam-gu Lotte Castle Premier Trung tâm Y tế Công cộng Gangnam-gu |
| 2                                   | Nonhyeon 2-dong Trường tiểu học Hakdong Tổng công ty Nhà đất và Nhà đất Hàn Quốc Trụ sở khu vực Seoul |
| 3                                   | Trung tâm cộng đồng Nonhyeon 2-dong Trung tâm văn hóa Nonhyeon 2-dong Trung tâm phát triển năng lực phụ nữ Gangnam-gu Hướng tới công viên Dosan The Pinnacle Gangnam                                                                                 |
| 3-1                                 | Hướng đi ngã tư Hak-dong |
| 4                                   | Cheongdam-dong Cheongdam-dong Samsung Raemian APT Trường tiểu học Seoul Eonbuk Trung tâm học tập suốt đời Cheongdam Viện Nghiên cứu Giáo dục và Đào tạo nghề Hàn Quốc Cheongdam Hyundai APT Trường trung học Yeongdong                               |

## Hình ảnh

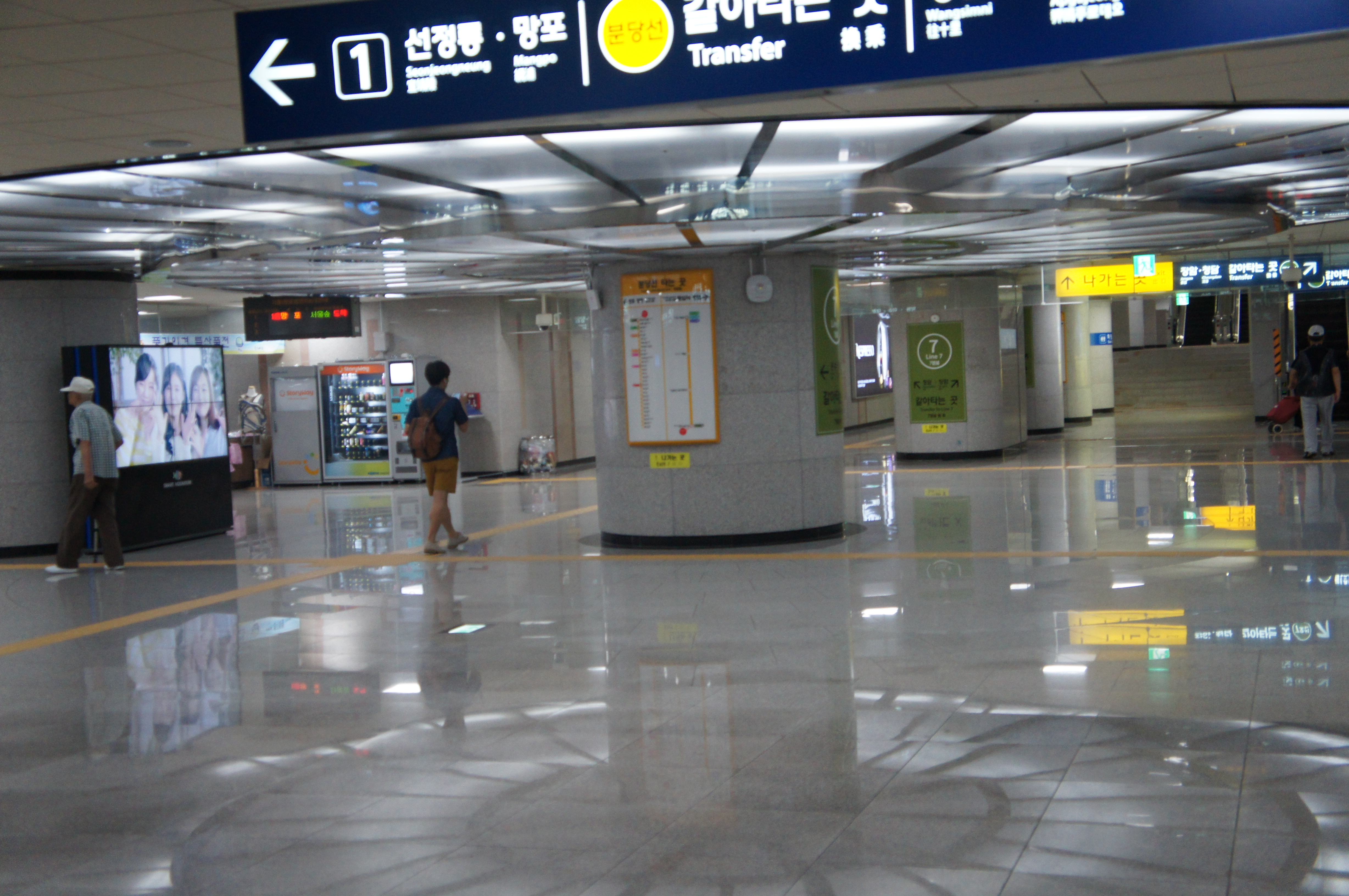
Lối đi chuyển tuyến